# إل جويخو (قرطبة)
بلدية إل جويخو (بالإسبانية: El Guijo)، هي إحدى بلديات مقاطعة قرطبة إحدى مقاطعات إسبانيا، و التي تقع في منطقة الأندلس جنوب إسبانيا.
يبلغ عدد سكانها 406 نسمة وفقاً لإحصائية سنة (2007).